# زوانکو بیگو
زوانکو بیگو (انگلیسی: Zvonko Bego؛ ۱۹ دسامبر ۱۹۴۰ – ۱۳ اوت ۲۰۱۸) بازیکن فوتبال اهل یوگسلاوی بود.
از باشگاه‌هایی که در آن بازی کرده‌است می‌توان به باشگاه فوتبال بایرن مونیخ، باشگاه فوتبال توئنته، باشگاه فوتبال هایدوک اسپلیت، باشگاه فوتبال بایر ۰۴ لورکوزن، باشگاه فوتبال ردبول زالتسبورگاشاره کرد.
وی همچنین در تیم ملی فوتبال یوگسلاوی بازی کرده‌است.
وی در مسابقات کشوری و بین‌المللی در مجموع برندهٔ ۱ مدال طلا شده‌است.